# Сцигув
Сцигув (пол. Ścigów) — село в Польщі, у гміні Стшелечки Крапковицького повіту Опольського воєводства.
Населення — 371 особа (2011).

## Демографія
Демографічна структура станом на 31 березня 2011 року:
|          | Загалом | Допрацездатний вік | Працездатний вік | Постпрацездатний вік |
| -------- | ------- | ------------------ | ---------------- | -------------------- |
| Чоловіки | 175     | 39                 | 118              | 18                   |
| Жінки    | 196     | 31                 | 118              | 47                   |
| Разом    | 371     | 70                 | 236              | 65                   |